# Solkwitz
Solkwitz település Németországban, azon belül Türingiában. Lakosainak száma 60 fő (2023. december 31.).

## Népesség
A település népességének változása:
| Lakosok száma | 65   | 63   | 58   | 60   | 60   |
|               | 2017 | 2019 | 2021 | 2022 | 2023 |